# Gneo Arrio Cornelio Proculo
Gneo Arrio Cornelio Proculo fu un politico e senatore romano del II secolo, attivo ai tempi di Antonino Pio.
Esso fu governatore della provincia di Licia e Panfilia fra gli anni 138/139 e 139/140. Nel 145 raggiunse il consolato suffetto.